# Auguste Joseph Delécluse
Pour les articles homonymes, voir Delécluse.
Auguste Joseph Delécluse, né à Roubaix le 23 avril 1855 et mort le 13 décembre 1928 à Paris, est un peintre français, fondateur de l'Académie Delécluse.

## Biographie
Auguste Joseph Delécluse naît à Roubaix le 23 avril 1855,.
Il étudie auprès de Carolus-Duran, Paul-Louis Delance et Jean-Joseph Weerts,,. Il expose une nature morte au Salon des artistes français en 1880, et y obtient une mention honorable en 1889, puis au Salon de la Société nationale des beaux-arts en 1890,.
Auguste Joseph Delécluse est surtout connu pour l'Académie Delécluse qu'il fonde à Paris en 1884 ou 1888, qui a particulièrement favorisé les peintres femmes. Étant l'un des professeurs principaux avec Georges Callot et Paul-Louis Delance, il a eu de nombreux élèves jusqu'à un certain déclin au début du XXe siècle.
Auguste Joseph Delécluse meurt le 13 décembre 1928 à Paris,.
La Société nationale des beaux-arts lui consacre une rétrospective de ses œuvres en 1930 à Paris.